# Theios aner
Theios aner (en griego antiguo, θεῖος ἀνήρ) es un término de la filosofía griega que se traduce como "hombre-dios" u "hombre divino". Su significado es amplio y ha sido debatido a lo largo de la historia, pero en líneas generales demarca la figura de una persona conectada al mundo divino, que le granjea la facultad de producir milagros y eventos sobrenaturales.

## Historia
Este concepto parece tener su origen en la época helenística, donde fue utilizado en un contexto sincrético, distinguido, no obstante, de figuras exóticas como los profetas fenicios mencionados por Celso. Famosos exponentes del theios aner habrían sido los afamados Pitágoras, Empédocles, Apolonio de Tiana, Peregrino Proteo y Alejandro de Abonutico, entre otros. Precisamente a causa de este carácter ilustre, el término habría sido elegido por el judaísmo de esta época como una manera de acercar figuras como la de Moisés al pensamiento griego.
Parece haber sido durante la época del nacimiento del cristianismo cuando empezó a popularizarse, en gran medida por su asociación a la figura de Jesucristo como hacedor de milagros. Los oponentes paganos de San Pablo consideraban a Jesús un miembro más de esta tradición en lugar del Hijo de Dios como el cristianismo predicaba, lo que podría haber influido en la redacción de los evangelios contemporáneos para evitar esta identificación. El Evangelio de Marcos, que ya parecía buscar combatir el naciente gnosticismo docético al hacer hincapié en la humanidad de Jesús, fue también receptáculo de esta reacción, ya que identifica a otros hacedores de milagros como falsos profetas.